# باب ویلسون (بازیکن فوتبال، زاده ۱۹۲۸)
باب ویلسون (انگلیسی: Bob Wilson; ۸ سپتامبر ۱۹۲۸ – ۱۷ اوت ۲۰۰۶) بازیکن فوتبال اهل بریتانیا بود.
از باشگاه‌هایی که در آن بازی کرده‌است می‌توان به باشگاه فوتبال ترانمره راورز و باشگاه فوتبال پرستون نورث اند اشاره کرد.